# Isotta degli Atti
Isotta degli Atti (née v. 1432 à Rimini et morte en 1474) est une noble italienne du XVe siècle. Elle est la troisième épouse de Sigismond Malatesta. 

## Biographie
Isotta degli Atti est la fille de Francesco degli Atti qui appartient à une famille de riches marchands de Sassoferrato de la région des Marches .
Sa branche familiale arrive à Rimini au XIVe siècle où elle n'oublie pas sa ville natale; ils auraient envoyé le magnifique crucifix de l'École de Rimini qui se trouve encore en l'église de Saint-François dans le château de Sassoferrato.
Son père est engagé dans les années 1440 à la cour de Sigismond Malatesta comme conseiller alors qu'elle n'est encore qu'une enfant. Elle est présentée au condottiere de quinze ans son ainé, alors qu'elle a douze ou treize ans. Le prince remarque la beauté de la très jeune fille qui devient rapidement son amante et lui donne en 1447 un fils, prénommé Jean, qui décède quelques mois plus tard. Sigismond affiche le statut de la mère et de l'enfant en faisant ensevelir le corps du nouveau-né avec les honneurs dans le mausolée familial dans l'église Saint-François aux côtés de Carlo Malatesta, son prédecesseur.  
La maitresse officielle de Sigismond, Vanetta Toschi, et ses enfants s'installent à Rimini tandis qu'Isotta est reçue dans la maison de Polyxène Sforza, l'épouse de Sigismond. Cette dernière disparait en 1449 lors d'une épidémie de peste. Sigismond reste alors célibataire et vit avec Isotta après avoir reconnu ses fils, Roberto, fils de Vanetta, et Malatesta, fils d'Isotta, qui est désigné légitime successeur par le pape en 1450.  
Sa famille est récompensée, son père demeure à la cour et son frère est adoubé chevalier au cours d'une fête somptueuse. Elle hérite du palais offert à ce dernier après sa mort en 1458.  
Isotta doit partager ses faveurs avec les autres maitresses de Sigismond dont une certaine Alba. Elle se plaint amèrement de cette situation dans un poème du Liber. En 1454, elle devient la compagne officielle mais pas l'unique favorite. Vanetta Toschi habite au palais avec sa fille; le jeune fils de celle-ci, Roberto demeure avec Isotta et le duc au Castel Sismondo.  
Son mariage est célébré en 1456. Alors que les mariages précédant du seigneur de Rimini étaient infiniment politiques, celui-ci semble différent. Il lui permet de légitimer son fils contre Roberto, le fils de Vanetta.   
Ils ont plusieurs autres enfants :
- Salluste;
- Vittorio;
- Roberto qui épousa Elisabetta di Montefeltro.

Isotta gouverne Rimini quand Sigismond est excommunié par le pape Pie IIe (1461) qui l'accuse  d'avoir assassiné ses deux femmes Genévra et Polyxène, ainsi de nombreuses autres personnes, et doit quitter la ville. Quand Sigismond meurt en 1468, déconsidérée, elle se retire à Rimini où elle meurt à l'âge de 40 ans.  Elle est enterrée en 1474 au Temple Malatesta ce qui provoque la colère de Pie II.

## Postérité
Sigismond fait célébrer son amour pour Isotta dans une œuvre poétique commandée à Basinius de Parme et Tobbia del Borgo, le Liber Isottaeus, biographie de la jeune femme qui donne naissance à un genre nouveau, la littérature d'Iseult. Le récit évoque la question de la perte de la virginité au cours de rapports adultérins et se présente sous la forme d'un dialogue entre le père et sa fille pour définir une stratégie. Le père s'indigne de ce projet confié par sa fille qui lui répond que son amour pour Sigismond prévaut sur tout et que c'est une façon de préserver l'honneur de la famille puisque l'amour est le plus fort. Elle surmonte ainsi les réticences paternelles. La perte de la virginité n'est pas pire que la mort promise à la fautive. 
Isotta a été aussi une source d'inspiration pour Ezra Pound.

## Source de traduction
- (it) Cet article est partiellement ou en totalité issu de l’article de Wikipédia en italien intitulé « Isotta degli Atti » (voir la liste des auteurs).
- Notices d'autorité :   - VIAF
  - ISNI
  - GND